# گرینوف
گرینوف (به انگلیسی: Goryunov) تیربار چندمنظوره ساخت کشور اتحاد جماهیر شوروی می‌باشد و در سال ۱۹۴۳ معرفی و بکار گرفته شد. تغذیه آن از طریق نوارهای ۲۵ فشنگی انجام می‌شود که می‌توان آن‌ها را به یکدیگر متصل کرده و در جعبه‌های مخصوص حمل نوار فشنگ با ظرفیت ۲۰۰ و ۲۵۰ عددی قرار داد.
گرینوف از فشنگ‌های ۷٫۶۲x۵۴ میلی‌متری استفاده کرده و نواخت تیر آن ۵۰۰ تا ۷۰۰ در دقیقه‌است. شتاب گلوله ۸۰۰ متر بر ثانیه و برد مؤثر آن ۱۱۰۰ تا ۱۵۰۰ متر است. وزن آن در مدل اولیه ۱۳.۸ کیلوگرم و در مدل پایه دار ۴۱ کیلوگرم است.
این تیربار توسط تیربار پی‌کا جایگزین شد.

## کاربران
- افغانستان
- آلبانی
- ارمنستان
- چین
- قبرس
- مصر
- فنلاند
- مجارستان
- اندونزی
- مغولستان
- کره شمالی
- اتحاد جماهیر شوروی
- زیمبابوه
- ایران